# Hr.Ms. K XI (1925)
De Hr.Ms. K XI was een onderzeeboot uit 1925 van de Nederlandse Koninklijke Marine die behoorde tot de K XI-klasse. De K XI werd gebouwd door de Rotterdamse scheepswerf Fijenoord. Net als de andere onderzeeboten van de K-klasse werd de K XI door het Nederlandse ministerie van Koloniën als patrouilleboot voor Nederlands-Indië aangeschaft. Voordat de K XI naar Nederlands-Indië vertrok maakte het schip in 1925 samen met de O 8, Jacob van Heemskerk, Tromp, Z 3 en de Z 5 een oefentocht naar de Oostzee. Tijdens die tocht werden havens in Litouwen, Estland, Letland en Finland aangedaan. Op 15 oktober 1925 vertrok de K XI, onder commando van Luitenant-ter-zee eerste klase G.E.V.L. Beckman, naar Nederlands-Indië. Tijdens het eerste deel van de tocht, tot aan Tunesië, mat F.A. Vening Meinesz zwaartekrachtanomalieën. Op 28 december 1925 arriveerde de K XI in Sabang.

## De K XI tijdens WO II
Vanaf de Duitse aanval op Nederland in 1940 tot het moment dat Nederland Japan de oorlog verklaarde opereerde de K XI vanuit Soerabaja. Begin 1941 was de K XI ingedeeld bij de 2e divisie van het onderzeebootflottielje in Nederlands-Indië. Naast de K XI waren K X, de K XII en de K XIII onderdeel van de 2e divisie. Van 8 december 1941 tot 23 januari 1942 viel de K XI onder Brits operationeel commando en voerde patrouilles uit oostelijk van Malaya.
Van 23 januari 1942 tot aan de val van Nederlands-Indië in maart 1942 was de K XI voornamelijk in onderhoud. Gedurende deze tijd voerde het schip maar één patrouille uit ten westen van Sumatra. Vanwege de val van Nederlands-Indië vluchtte de K XI naar Colombo. Tijdens de tocht naar Colombo pikte de K XI achttien overlevenden op van de Australische sloop-of-war HMAS Yarra, de Britse bevoorrader Anking en het Nederlandse koopvaardijschip Parigi.
In Colombo viel de K XI weer onder Brits operationeel commando. Tot 16 april 1942 voerde de K XI tweemaal een patrouille uit op de Indische Oceaan. Van april 1942 tot februari 1945 werd de boot als doelschip gebruikt door de Royal Navy en de Royal Indian Navy bij ASW- en ASDIC-tests.
Op verzoek van de Royal Navy werd de K XI op 20 februari 1945 overgeplaatst naar Fremantle in Australië. In Australië waren manschappen nodig voor het bemannen van nog operationele onderzeeboten. Op 3 maart vertrok de K XI vanuit Trincomalee richting Fremantle waar het schip op 22 maart arriveerde. Begin april 1945 werd de K XI uit dienst genomen, de bemanning werd overgeplaatst naar andere boten.
Het vaartuig werd vervolgens gedeeltelijk gesloopt en daarna tot zinken gebracht op het 'scheepskerkhof' ten westen van Rottnest Island.

## Scheepswrak
Op 1 januari 2025 werd het scheepswrak teruggevonden op enkele kilometers van de plaats waar het officieel zou zijn afgezonken.